# Kourgane
Pour la ville de Russie, voir Kourgan.

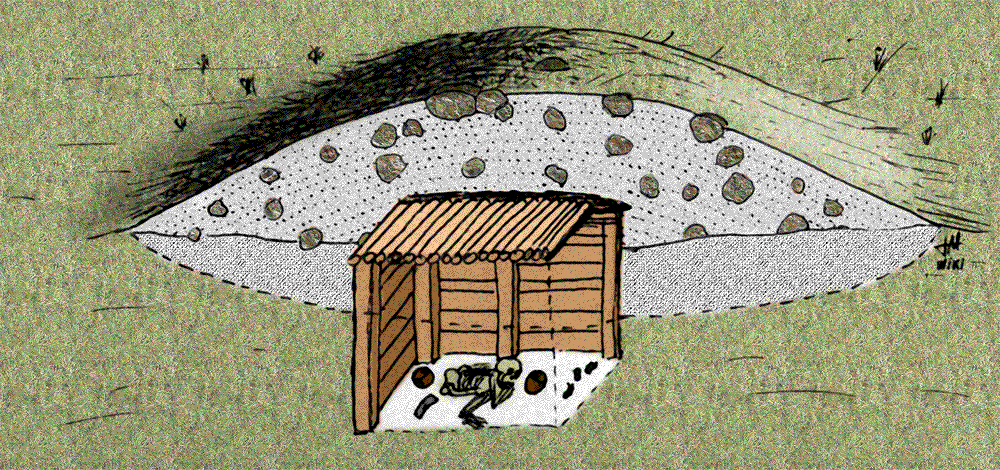
Coupe d'un kourgane.

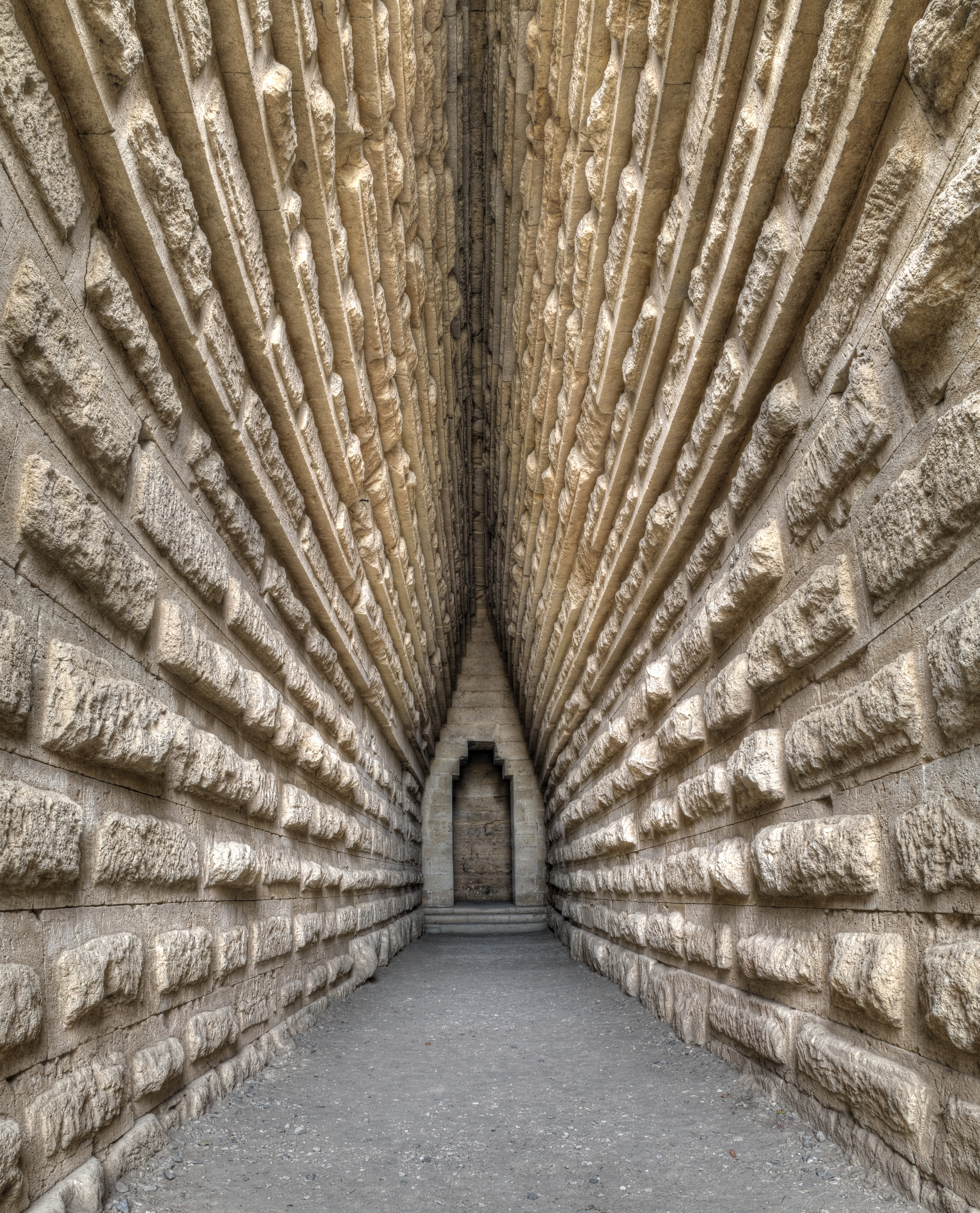
Intérieur du kourgane Tsarsky,, Crimée.

Un kourgane (курган en russe, mot d'origine tatare) est un tumulus funéraire que l'on trouve principalement dans la steppe pontique et dans la steppe eurasienne, en Ukraine et en Russie. Il s'agit d'un monticule, d'un tertre, voire d'une colline artificielle, recouvrant une tombe. Les kourganes ont été édifiés par des peuples aujourd'hui considérés par la plupart des chercheurs, selon l'hypothèse kourgane, comme étant les premiers Indo-Européens.

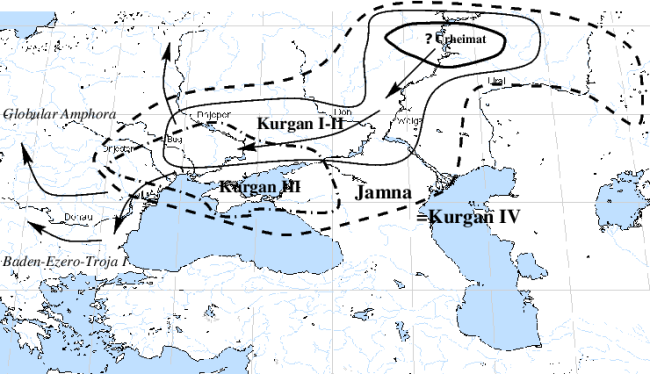
Carte de l'expansion des populations à kourganes.

## Localisation
Les kourganes sont particulièrement nombreux au nord de la mer Noire et de la mer Caspienne (en Russie méridionale et en Ukraine), mais on en trouve également dans l'est de l'Europe. Ils ont été édifiés dans les steppes par une population qui vivait dans cette région du Néolithique à l'Âge du fer, du IVe au Ier millénaire av. J.-C.

## Historique
À partir du XIXe siècle, les fouilles ont mis au jour des tombes à tumulus ou à kourgane, dans lesquelles les archéologues ont découvert des ossements de chevaux, des objets de cuivre et des petites maquettes de chariots en argile, appuyant l'origine steppique de la culture des kourganes et montrant son unité culturelle sur un vaste espace géographique.
Découvertes lorsque l'Ukraine et le Caucase faisaient partie de l'Empire russe, les tombes de type kourgane ont été décrites par des archéologues russes, notamment Vassily Gorodcov. Ceux-ci ont à l'époque émis l'opinion que les populations de la culture des kourganes étaient différentes de celles de la culture de la céramique cordée.
Cependant, dès 1890, le philologue allemand Otto Schrader (de) avance que la culture de la céramique cordée est le résultat d'une population plus pastorale venue du sud de la Russie, celle des Kourganes. Cette hypothèse sera développée par la suite par Sigmund Feist (en), Vere Gordon Childe qui fonde sa thèse de l'origine steppique des populations indo-européennes sur l'étude des kourganes, Tadeusz Sulimirski (en) et Georges Poisson.
L'archéologue australien Vere Gordon Childe (1892-1957), à partir des années 1920, s'appuie sur la paléolinguistique pour établir des liens de parenté entre les populations usant des tombes à kourganes et d'autres populations plus récentes, notamment les populations sumériennes et babyloniennes.
Le débat sur les usagers des tombes à kourgane s'est longtemps organisé autour de l'origine de cette population et de sa structure sociale. Dès les années 1920, les premières synthèses érudites sont publiées, d'abord en 1921 par le préhistorien allemand Max Ebert (de) (1879-1929) puis en 1926 par l'archéologue finlandais Aarne Michaël Tallgreen (1885-1945).
Après la Seconde Guerre mondiale, l'archéologue Marija Gimbutas (1921-1994) reprend l'hypothèse selon laquelle cette population serait indo-européenne et parlerait la langue mère de toutes les langues indo-européennes. Quand elles ont commencé à se disperser, ces tribus connaissaient déjà la métallurgie du cuivre, et elles comptaient parmi les plus anciens éleveurs de chevaux du monde. Elles ont laissé un grand nombre de tumulus dans lesquels les fouilles archéologiques contemporaines ont pu mettre au jour de nombreux objets et autres témoignages de leur société.
Marija Gimbutas développe sa théorie de la culture des kourganes. Selon elle, les premières traces de cette culture, correspondant au Kourgane I, se trouvent dans les régions forestières de l'Est de la Russie d'Europe, entre la Volga et l'Oural. Elle avait d'abord localisé l'aire d'origine de la culture des kourganes à l'est du Don, avant de modifier sa théorie. À partir des années 1960, sous l'influence de Marija Gimbutas, les archéologues avancent que l'étude de la culture des tombes à kourgane permet d'observer un processus de mélange entre plusieurs cultures.
L'anthropologue américain Ward Goodenough (1919-2013) a de son côté défendu l'hypothèse de l'origine européenne de la culture des kourganes. Selon lui, la conquête et la maîtrise de la steppe ont permis l'afflux dans ces régions peu peuplées d'immigrants originaires de régions plus peuplées, et la mise en place de sociétés moins ostensiblement inégalitaires que celles qui s'organisent alors en Europe occidentale et dans les Balkans.
À partir des années 1980, les squelettes trouvés dans les kourganes ont été étudiés au moyen des techniques modernes.

## Chronologie
Les études menées au XXe siècle, basées sur l'observation des différentes pratiques funéraires, ont permis d'établir une chronologie. Une première période, celle des tombes à fosse, une seconde période, celle des tombes à catacombe, puis une troisième période, celle des tombes à charpente, ont ainsi été identifiées.
Chaque période se distingue de la précédente par des pratiques funéraires spécifiques. La période dite Kourgane I est caractérisée par le saupoudrage d'ocre sur le corps des défunts. Les périodes dites Kourganes II et III se distinguent par leur expansion géographique par rapport au foyer initial, tout en donnant naissance à la culture de Maïkop, du nom d'une sépulture princière du Kouban (Russie du Sud). Le Kourgane IV se caractérise par le développement des tombes à fosse.
Au Ve millénaire av. J.-C., des populations de chasseurs-cueilleurs adoptent une économie semi-pastorale dans la région du cours moyen de la Volga, basée en partie sur l'élevage d'animaux domestiques. Cette première phase, le Kourgane I, correspond au développement de la culture de Samara.
Dans un second temps, les populations de la culture de Samara se seraient répandues dans la steppe pontique, jusqu'au Dniepr, entrant ainsi en contact avec la culture de Cucuteni-Trypillia, constituée de fermiers néolithiques. L'échange de traits culturels aurait conduit au Kourgane II, s'étendant du Caucase (culture de Maïkop) jusqu'aux bouches du Danube.
Puis, au contact de la culture rubanée du Danube, la culture d'Usatovo s'individualise à la fin du IVe millénaire av. J.-C. et forme le Kourgane III. Au cours de la quatrième période, le Kourgane IV, la culture des kourganes poursuit son expansion. Par la suite, cette culture connaît une extension progressive vers l'est, conduisant à l'émergence de la culture d'Afanasievo.
Au cours de la première moitié du IIIe millénaire av. J.-C., la culture des tombes à kourgane se répand dans toute l'Europe du Nord, jusqu'à la mer du Nord, formant la culture de la céramique cordée. Le cheval est alors utilisé pour sa viande, pour sa force de traction et comme monture. La culture de Baden, formée par des fermiers néolithiques d'Europe centrale, disparaît.

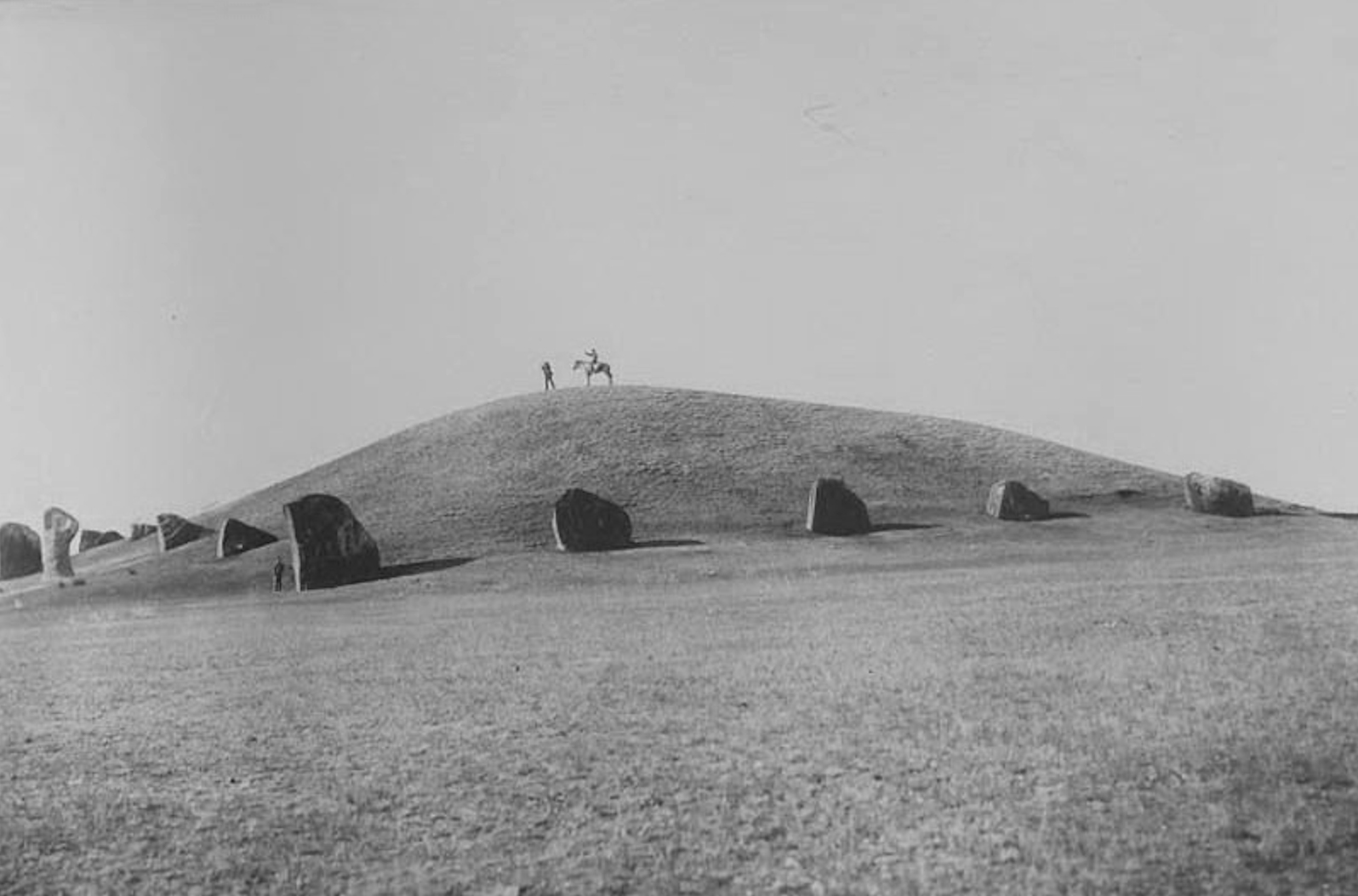
Kourgane de Salbyk, dans la steppe de Sibérie russe, datant du

## Scythes
Des kourganes ont été laissés dans la steppe eurasienne par les populations héritières des premiers Indo-Européens, qui étaient notamment proto-indo-iraniennes, puis iraniennes et en particulier scythes. Les tumulus de grande dimension étaient ceux de rois. Plus à l'est, au Kazakhstan, ils pouvaient atteindre 200 mètres de diamètre. Ces imposantes tombes datent du Ier millénaire av. J.-C. Selon les procédés funéraires mis en œuvre, les morts étaient déposés en position fœtale, et abondamment saupoudrés d'ocre,.

## Société
S'appuyant sur les théories de Georges Dumézil, certains tenants de l'hypothèse kourgane ont affirmé que la population utilisant les tombes de type kourgane appartenait aux sociétés à État, nommées en anthropologie « sociétés stratifiées ». Dans son essai L'énigme indo-européenne : Archéologie et langage (1987), l'archéologue Colin Renfrew avance notamment que les traces laissées par la population des kourganes ne permettent pas d'affirmer à coup sûr que ces populations étaient organisées en chefferies,,. Selon lui, la mise en place des premières langues constitue une phase terminale de l'évolution régionale. Les différentes thèses de Colin Renfrew ont été contestées par Bernard Sergent, parmi d'autres.
L'archéologue et spécialiste des études indo-européennes James Patrick Mallory, a défendu l'idée de l'existence d'une élite parmi les peuples à tombe de type kourgane, avec des réserves.
Pour l'archéologue britannique Andrew Sherratt (en), la spécialisation néolithique de l'économie européenne a incité ces populations à étendre l'ampleur des parcours de transhumance de leurs troupeaux et à pratiquer non seulement l'élevage nomade, afin d'exploiter au mieux les possibilités du milieu dans lequel cette société évolue, mais aussi des formes d'agriculture.

### Une société hiérarchisée
La richesse des tombes à kourgane laisse à penser que les populations les ayant érigées ont mis en place une société organisée, hiérarchisée.
En effet, les chefs enterrés dans ces sépultures sont accompagnés de nombreux serviteurs et épouses.

### Une population guerrière
En dépit des divergences d'analyse entre chercheurs, nombreux sont ceux qui insistent sur le fait que, parmi la population enterrée dans les kourganes, on comptait beaucoup de guerriers. Cependant, comme peu d'indices attestent de l'utilisation militaire du cheval durant cette période, ces guerriers ne semblaient pas combattre à cheval.
Les résultats des fouilles menées dans les années 1950 et 1960 montrent la disparition des cultures néolithiques établies sur le pourtour de la mer Noire. Ces cultures, ayant adopté la métallurgie de l'or et du cuivre, auraient été balayées au cours du IVe millénaire av. J.-C. par les peuples des tombes à kourgane. En effet, les tombes à kourgane sont toutes richement pourvues en objets en or, plus probablement le fruit de rapines que des résultats de la maîtrise des techniques de la métallurgie.
Cette population guerrière aurait rapidement connu une organisation hiérarchisée, patriarcale et guerrière, selon Marija Gimbutas, et c'est par la conquête des territoires néolithiques que les peuples des kourganes ont pu répandre leur culture.

## Études génétiques
Des études génétiques ont été réalisées en 2009 sur des ossements issus de 26 sépultures de la région de Krasnoïarsk, datées entre 1800 av. J.-C. et le tout début de notre ère, par Eric Crubézy, anthropobiologiste et professeur à l'université Paul-Sabatier de Toulouse. Pour celui-ci, « les marqueurs génétiques que nous y avons détectés correspondent à ceux que l'on retrouve actuellement dans les populations d'Europe centrale et orientale, et en particulier en Ukraine. Nos données correspondent de manière parfaite avec le modèle imaginé par Marija Gimbutas. ».
En 2015, la première étude systématique paléogénétique de l'ADN des populations préhistoriques européennes incluant 96 individus semble confirmer pleinement l'hypothèse kourgane. Une migration très importante s'est produite depuis les steppes pontiques vers le centre de l'Europe puis les autres parties de l'Europe à partir d'environ 2800 av. J.-C., en particulier de la culture Yamna vers le centre de l'Europe, ce qui a donné naissance à la culture de la céramique cordée. Ces deux cultures jouent un rôle central dans l'hypothèse kourgane. Cette étude est considérée comme un tournant majeur dans l'étude de la préhistoire européenne,. Une étude menée par Morten Allentoft et Eske Willerslev du Natural History Museum au Danemark avance des conclusions similaires et suppose également que « la migration Yamna fut au moins partiellement responsable de la propagation des langues indo-européennes en Europe occidentale. ».

## Contre la thèse indo-européenne
Dans différents articles et essais depuis 1980, l'archéologue Jean-Paul Demoule s'est opposé à l'idée « qu'un peuple ancestral ait diffusé sa langue à partir d'un berceau unique »,. Il défendait l'hypothèse que ces cultures auraient connu une forte instabilité que la moindre fluctuation aurait accentuée jusqu'à la rupture. Les thèses de Jean-Paul Demoule sont devenues marginales au sein de la recherche et ont été réfutées par l'accumulation des résultats génétiques obtenus depuis 2015. Jean-Paul Demoule lui-même semble avoir changé d'avis à ce sujet, affirmant notamment que l'hypothèse kourgane défendue historiquement par Marija Gimbutas semble validée par des études génétiques.